# Streitkräfte von Dominica
Seit 1981 gibt es keine Streitkräfte von Dominica mehr. Die Commonwealth of Dominica Police Force (Polizei) kann aber für Verteidigungsaufgaben herangezogen werden.

## Abschaffung des Militärs
Das Land ist am 3. November 1978 von Großbritannien unabhängig geworden. Auf Dominica gibt es kein stehendes Heer mehr, seit das Militär 1981 mit einem Putsch die Macht übernehmen wollte. Es existiert aber eine Special Service Unit. Die Verteidigung Dominicas ist seit 1996 im Rahmen des RSS (Regional Security System) organisiert. Schutzmächte sind die Vereinigten Staaten und Kanada. Im Spannungsfall soll auch die Dominica Police Force als Militär dienen.